# Chesapeake (Ohio)

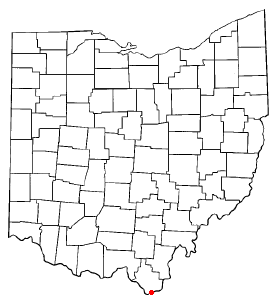
Chesapeake na planie stanu Ohio

Chesapeake – wieś w USA w stanie Ohio, w hrabstwie Lawrence.
Języki algonkiańskie określają nazwę miejscowości jako "miejsce, gdzie wody są rozłożone".
W roku 2010, 20,8% mieszkańców było w wieku poniżej 18 lat, 6,9% było w wieku od 18 do 24 lat, 22,5% miało od 25 do 44 lat, 28,1% miało od 45 do 64 lat, 21,5% było w wieku 65 lat lub starszych. We wsi było 47,4% mężczyzn i 52,6% kobiet.
Liczba mieszkańców w 2010 roku wynosiła 745, a w roku 2012 wynosiła 740.